# Eun Ji-won
Eun Ji-won (은지원?, Eun Ji-wonLR, Ŭn ChiwŏMR; 8 giugno 1978) è un cantante e attore sudcoreano.
Dal 1997 al 2000 è stato membro del gruppo Sechs Kies, avviando nel 2001 un'attività da solista.

## Discografia

### Album in studio
- 2001 – G Pop
- 2002 – Heavy G
- 2003 – Eun Ji Won Best
- 2003 – Drunken in Hip Hop
- 2003 – Repackage L.E
- 2005 – The Second Round
- 2009 – Platonic
- 2019 – G1[2]

### Raccolte
- 2003 – Best - Eun Jiwon Best
- 2003 – Repackage - Repackage L.E